# Tente
 (janvier 2022).
Si vous disposez d'ouvrages ou d'articles de référence ou si vous connaissez des sites web de qualité traitant du thème abordé ici, merci de compléter l'article en donnant les références utiles à sa vérifiabilité et en les liant à la section « Notes et références ».

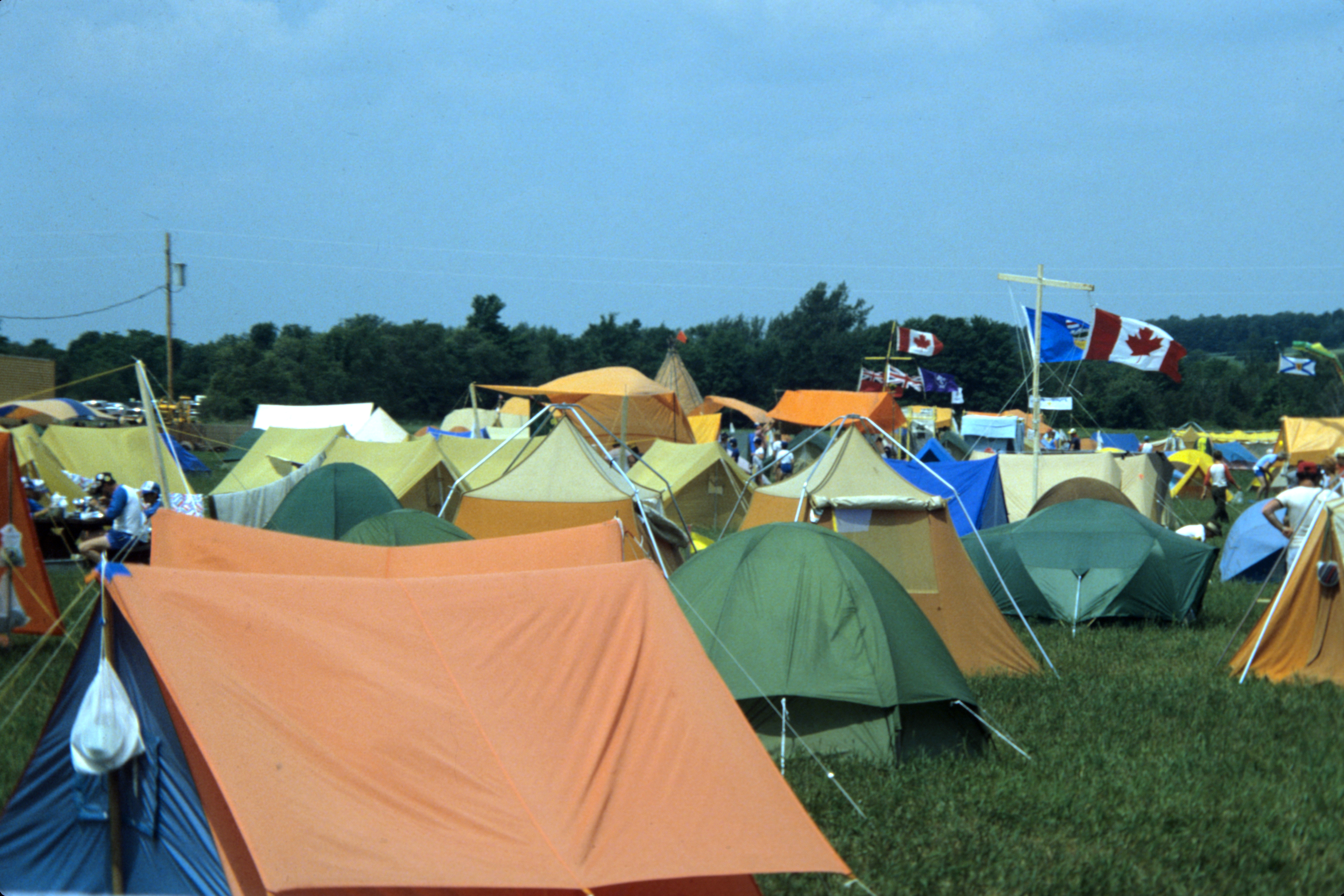
Camp de tentes.

La tente est un abri temporaire et démontable, constitué d'une armature rigide couverte de toile ou de matériaux synthétiques.
Un des premiers modes d'habitation construits par l'homme, la tente, a servi d'habitat mobile pour répondre aux besoins de se déplacer des populations nomades. L'agriculture a marginalisé progressivement l’utilisation et l'intérêt de ces structures qui furent délaissées pour des bâtiments construits en dur dans des matériaux locaux, offrant davantage de protection et d'espace. La tente a longtemps occupé une fonction spécifique adaptée aux exigences militaires, avant de se démocratiser au XXe siècle avec le développement des congés payés et des loisirs. Plus récemment, la tente est devenue le symbole des camps de réfugiés ou de la lutte contre l'extrême pauvreté.
Aujourd'hui, la tente répond à plusieurs types d'usage : militaire, loisirs et humanitaire.

## Historique

### De son invention à la fin de l'Antiquité
Depuis ses origines, l'homme a redoublé d'ingéniosité pour se protéger du froid et des intempéries. Dès la Préhistoire, des abris provisoires, démontables, conçus autour d'une armature de bois ou de défenses et de peaux d'animaux ont été mis au point afin de s'adapter au mode de vie nomade. La tente se différencie de la hutte qui est montée à chaque étape à partir de matériaux trouvés in situ.
Dans les contrées où le climat permettait les cultures et l'élevage, la tente a été progressivement délaissée au profit de constructions plus solides à base de boue, de briques de pierre ou de bois, matériaux locaux et abondants. Ces abris ont perdu la mobilité qui répondait à un besoin des civilisations pré-agricoles. En revanche, dans les milieux désertiques où l'implantation fixe n'était pas envisageable, les populations ont conservé leur mobilité géographique. Dès lors, l'humanité s'est scindée entre nomades, utilisateurs de tentes, et sédentaires.

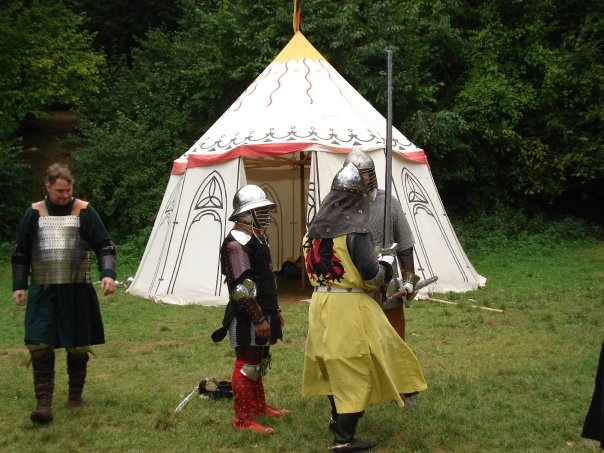
Une tente montée pour les besoins d'une reconstitution historique médiévale.

À partir de la période où les civilisations se sont fixées, les tentes ont été  remplacées par des constructions de plus en plus élaborées, complexes, donnant naissance à l'architecture.
Seules les forces armées ont continué d'utiliser les tentes. La rusticité des soldats, l'austérité de leur mode de vie correspondaient à ce type de logement rudimentaire. Par ailleurs, la spécificité opérationnelle des troupes impliquait de conserver une mobilité que n'offraient pas des bâtiments en dur, par définition non transportables. La tente répondait parfaitement à ces exigences et continue de satisfaire les besoins des armées sur le terrain.

### Du Moyen Âge auXXesiècle
Au XIIe siècle, Henri II d'Angleterre gouvernait en se déplaçant régulièrement dans son royaume constitué de territoires en France et en Grande-Bretagne. Au cours de ses déplacements, il utilisait une tente très confortable pour l’époque et avait pour habitude d'offrir une luxueuse tente aux monarques venus lui rendre visite. Il en offrit une en 1157 à Frédéric Barberousse et une autre en soie en 1177 à Guillaume II de Sicile.

### De l'entre-deux-guerres à nos jours

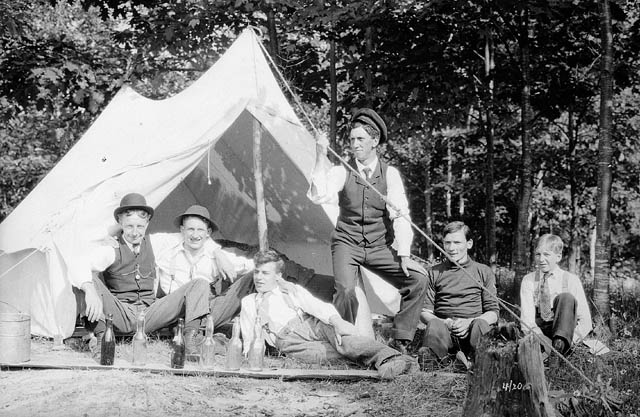
Groupe d'amis campant au Canada en 1907.

### Militaire

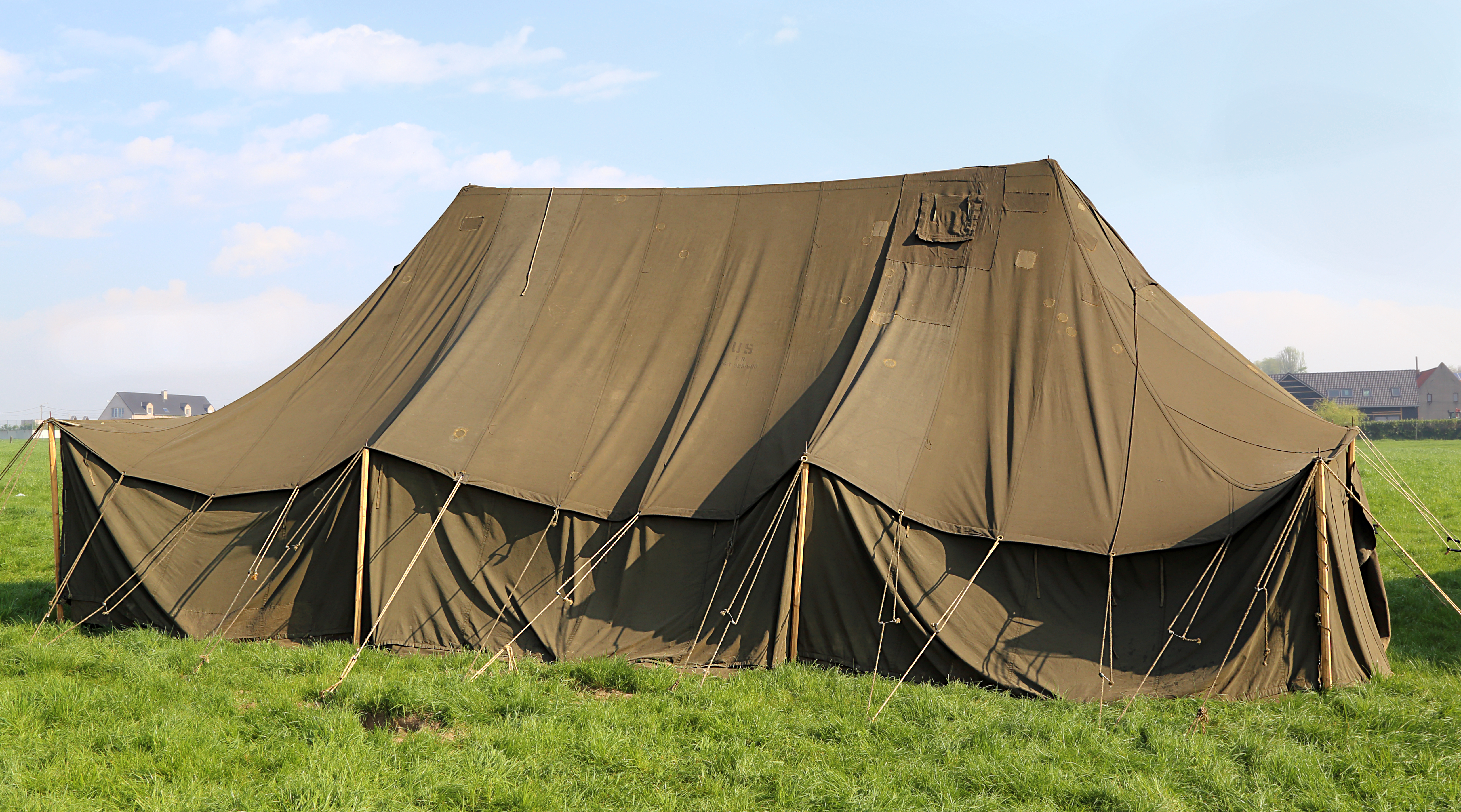
Tente américaine de type Squad de la Seconde Guerre mondiale.

## Utilisation de la tente

### Loisirs

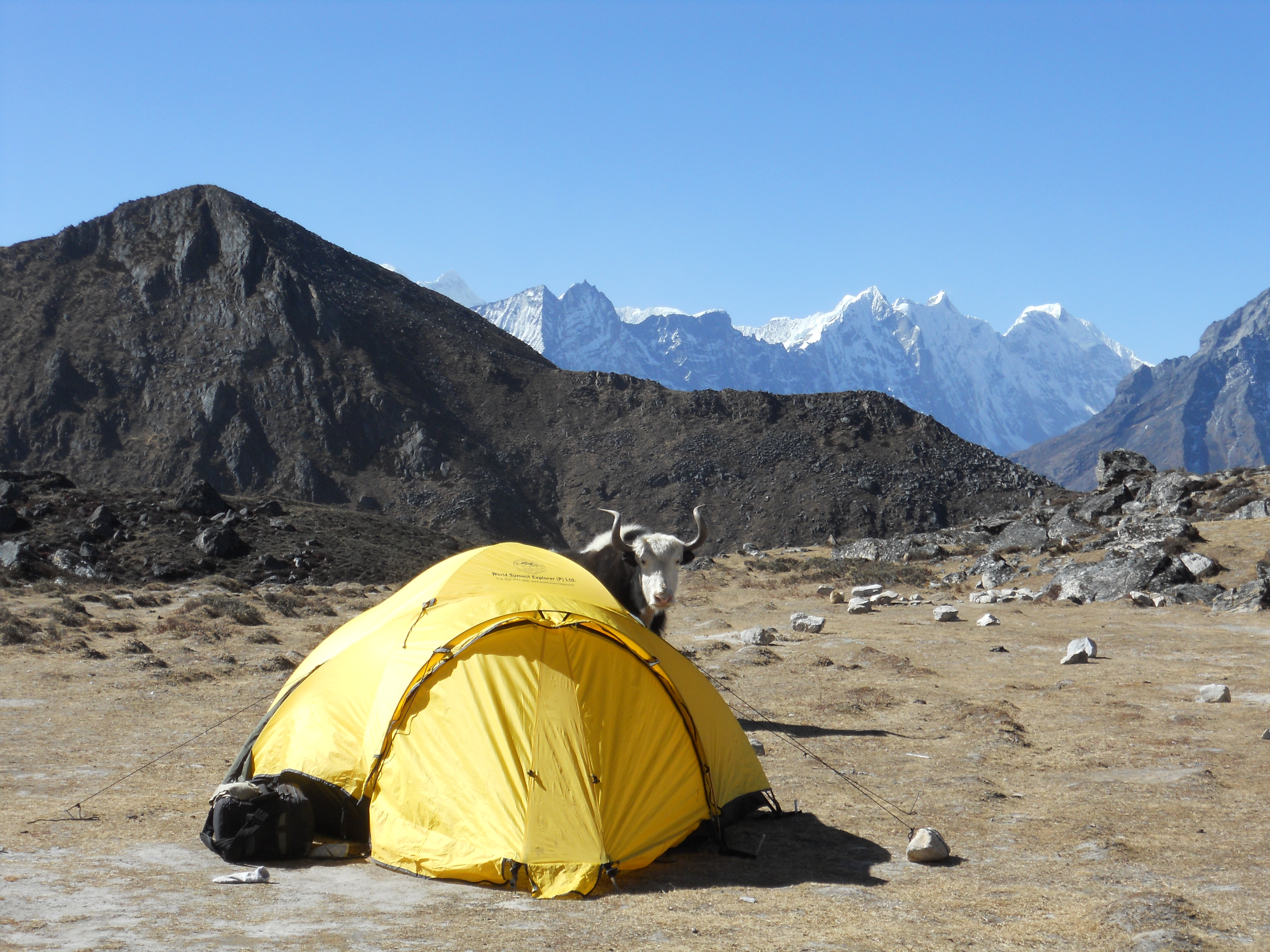
Tente de conception moderne dans le cadre d'un trek au Népal.

Pictogramme annonçant la présence d'un camping.

La mobilité, le faible encombrement et le coût de ce logement font de la tente depuis le début du XXe siècle un moyen apprécié pour se loger en vacances, notamment lorsque les revenus ne permettent pas de séjourner à l'hôtel ou qui recherchent la proximité avec la nature. L'apparition des congés payés en France, associé à l’essor de l'automobile a permis de la démocratiser. 
Cette tendance aura pour conséquence l'apparition de sites aménagés pour accueillir les tentes : les terrains de camping qui feront progressivement l'objet de réglementations. 
L'usage des tentes peut également se faire hors du cadre strict du camping, notamment dans des camps de toile (colonie de vacances ou scoutisme).
Les itinéraires de grande randonnée ne sont pas toujours pourvus de gîtes et le bivouac sous tente constitue une option en pleine nature intéressante pour les randonneurs.
La tente dôme (ou tente igloo) est un modèle adapté à une large gamme d'activités dont le camping et la randonnée. Au cours des dernières années, la tente pop-up connaît un vif succès et, comme son nom l'indique, est conçue pour s'ouvrir et prendre forme sans nécessiter de montage. Généralement prévue pour deux personnes, elle se caractérise par sa facilité d'utilisation et s'adresse aux campeurs inexpérimentés.

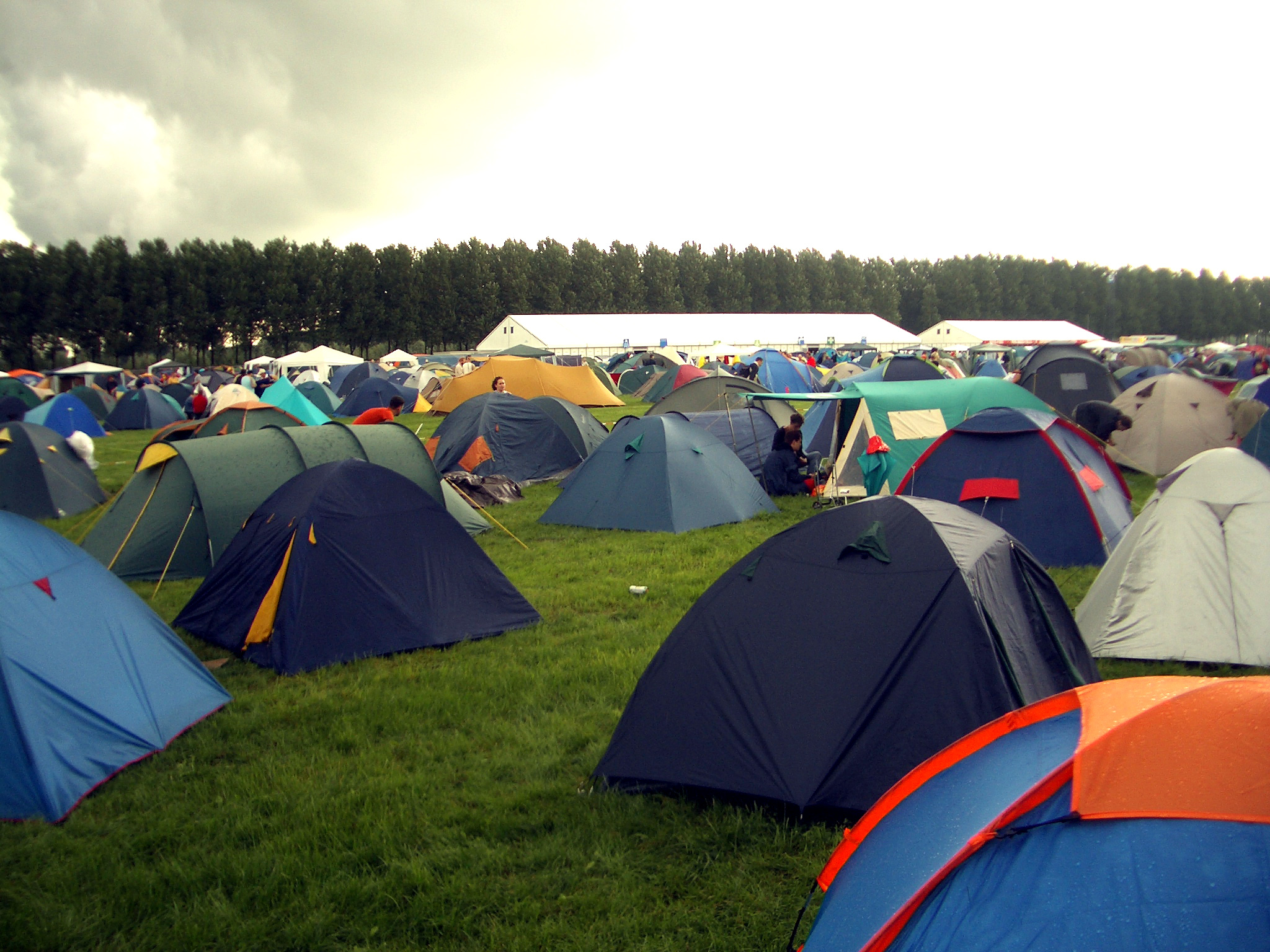
Village de tentes lors du Lowlands festival aux Pays-Bas.

Enfin, lors de festivals s'étalant sur plusieurs jours, de nombreuses personnes font le choix de dormir sur place sous tente, pour des raisons financières ou simplement par choix personnel, souhaitant être au cœur des festivités.

### Urgence humanitaire

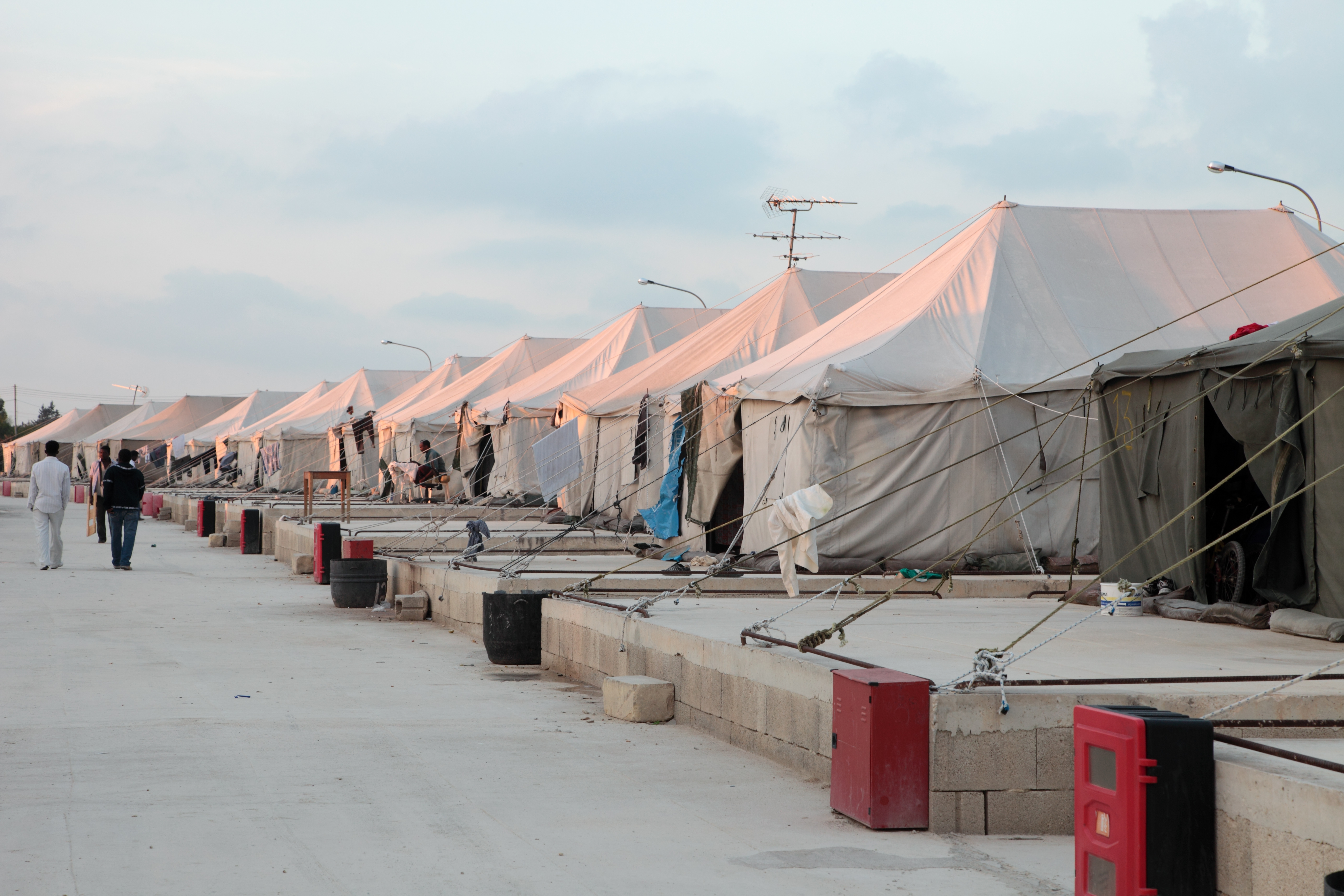
Camp de réfugiés sur l'île de Malte.

Lors de crises humanitaires, les tentes sont déployées, car elles sont souvent les seules solutions permettant de faire face aux situations d'urgence. En effet, c'est un mode de logement dont la mise en œuvre est rapide et qui peut être monté en série. Cette rapidité permet d'offrir un abri à un nombre important de personnes à la suite d'un événement grave, tels que tremblements de terre, bombardements, exodes civils, inondations, etc.). Leur faible encombrement permet de stocker, déplacer et déployer un nombre important de tentes, par camion ou par avion.
Outre cet aspect opérationnel, les tentes présentent un avantage financier important : leur coût est très bas, comparé à un habitat conventionnel. Le prix varie en fonction du type de tente ainsi que de sa capacité, mais reste compétitif. 
Dans ce contexte, les tentes restent l'alternative d'urgence pour des milliers de civils fuyant des combats ou victimes d'une catastrophe naturelle, ce qui n'empêche pas les victimes elles-mêmes d'opter pour des abris construits avec des moyens rudimentaires (bâches, pieux, cordes).

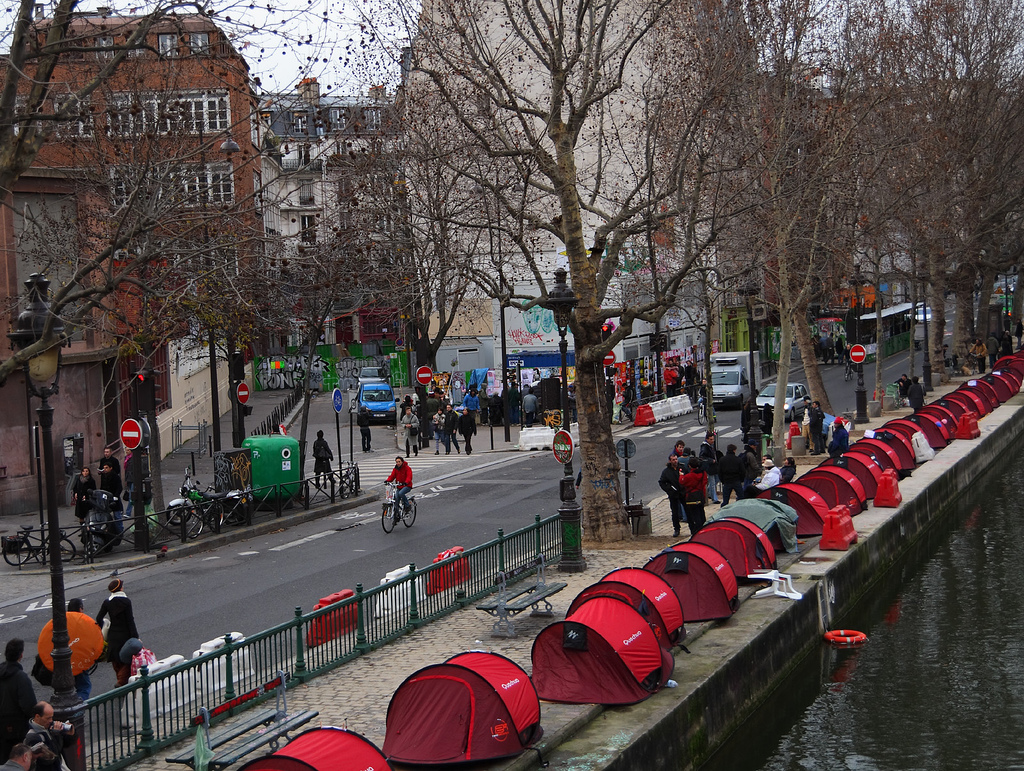
Camp de soutien aux mal-logés à Paris (canal Saint Martin)

Les SDF sont également contraints de s'abriter, dans le meilleur des cas, dans des tentes. Pour dénoncer cette situation, des associations et des ONG telles que Les Enfants de Don Quichotte installent des campements de tentes aux couleurs voyantes en pleine ville.

## Architecture et constitution
Une tente est souvent constituée de plusieurs parties :
- une toile intérieure ou un velum, appelée « chambre » ;
- une toile de sol, une piste, appelée « tapis de sol » ;
- une toile extérieure pour protéger des intempéries, appelée « double toit » ;
- des mâts ou arceaux ;
- des cordes, sangles ou tendeurs ;
- des piquets appelés « sardines »
- parfois une abside ou auvent.

## Déploiement
Selon le type de tente considéré, le montage varie considérablement mais la grande majorité des tentes étant construites sur le même concept, on retrouve des points communs. Ainsi, on procède dans un premier temps au positionnement de la tente, puis à sa fixation au sol par des sardines puis au montage.
Des tentes à montage automatique, inspirée de tentes jouets plus anciennes, ont vu le jour en 2007 : les tentes « deux secondes ». Ces tentes, pliées sous la forme d'un disque, se déplient instantanément d'elles-mêmes une fois sorties de leur sac et sont fixées au sol avec quelques piquets.

## Types de tente

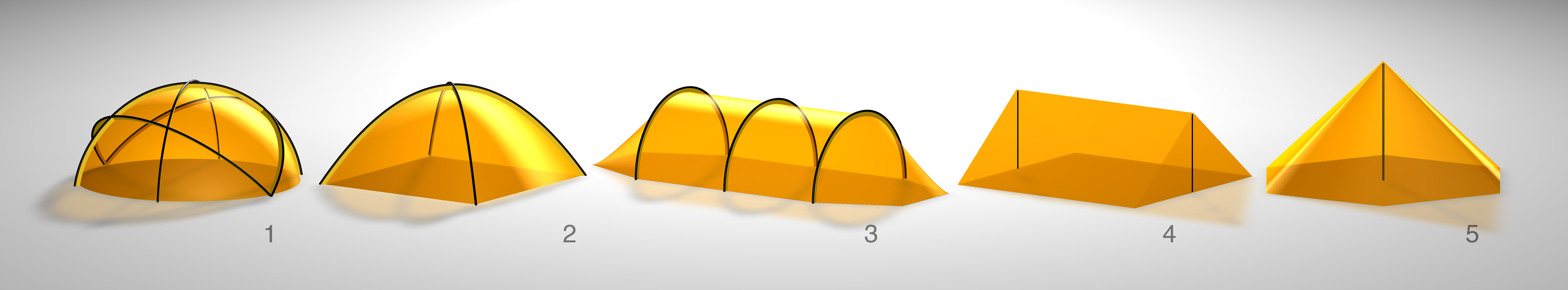

Il existe plusieurs types de tentes :
tente à ossaturela structure en métal ou en bois maintient la toile qui est ajustée pour former une enveloppe (exemples : les yourtes, les tipis, les barnums, les tentes de campings  dôme ou familiale) ;
tente en toile tenduela toile, les parties structurelles (mats, piquets) et les amarrages (pinces, sardines, cordes, sangles) sont complémentaires et s'associent pour former la tente comme la Canadienne (tente)
tente gonflablela membrane est conçue pour se tendre sous l'action d'un gaz, celui-ci exerce une pression qui lui donne sa forme. Il s'agit ensuite de lester et de haubaner l'ensemble pour garantir une résistance optimale. Les formes obtenues sont généralement des solides gaussiens facilement concevables avec les logiciels de mise en forme 3D.
chapiteauvoir l'article séparé, chapiteau.
tente surélevéeil existe également des tentes surélevées. Basées sur le brevet US 5210888 A de 1992, ces tentes surélevées permettent de surélever les campeurs du sol pour dormir dans des conditions confortables à l'abri des animaux rampants et en isolant de la rosée. Un autre principe de surélévation a été développé par tentsile, à mi-chemin entre le hamac, la cabane dans les bois et la tente.
tente de toitinvention italienne née en 1958 grâce à Maggiolina et Air-Camping qui sont depuis synonymes de tentes de toit de véhicule, concept relancé début des années 2020. Il s'agit d'une tente pliable disposée dans un coffre fixé sur le toit d'une automobile, dont le déploiement est effectué en quelques minutes seulement, concept rencontrant un grand succès après la pandémie Covid 19 en 2020.
tarptente minimaliste ultralégère, utilisée pour la randonnée itinérante, dans une démarche d'allègement optimal. Les bâtons de randonnée constituent l'ossature complétée de quelques sardines.

## Tentes traditionnelles
- la daboyta est la tente traditionnelle des Afars (Djibouti, Érythrée, Éthiopie)
- la khaïma (en arabe), appelée aussi guidhoun/guittoun ou bien kim/ghim chez les Berbères, est la tente nomade. Chez les Berbères, cette tente en 'flij' (tissu de lin généralement de couleur écrue), elle est décorée à l'intérieur avec des motifs géométriques très colorés. Très résistante on la baisse aux temps des vents elle est légère et facile à monter.
- la lavvu, tente traditionnelle des Samis au nord de la Scandinavie, en Finlande et en Russie.
- le tipi, de forme conique traditionnellement utilisée par certaines tribus d'indiens d'Amérique ainsi que les evenks, en Chine et Sibérie
- la wigwam, habitation construite par les Amérindiens semi-nomades d'Amérique du Nord dont les Micmacs.
- la yourte, en peau ou en feutre des nomades mongols et turcs qui vivent en Asie centrale, notamment au Kirghizstan, au Kazakhstan et au Karakalpakistan.
- la tente caïdale, de taille et de forme variées, est fabriquée en toile blanche, ornée de motifs noirs rappelant un qandil (lampe à huile). Très répandue au Maroc lors des cérémonies matrimoniales ou festives, elle servait autrefois aux notables voyageant à travers le pays. Symbole de convivialité, la richesse des tissus intérieurs témoigne de l’intérêt et du soin apportés aux hôtes.

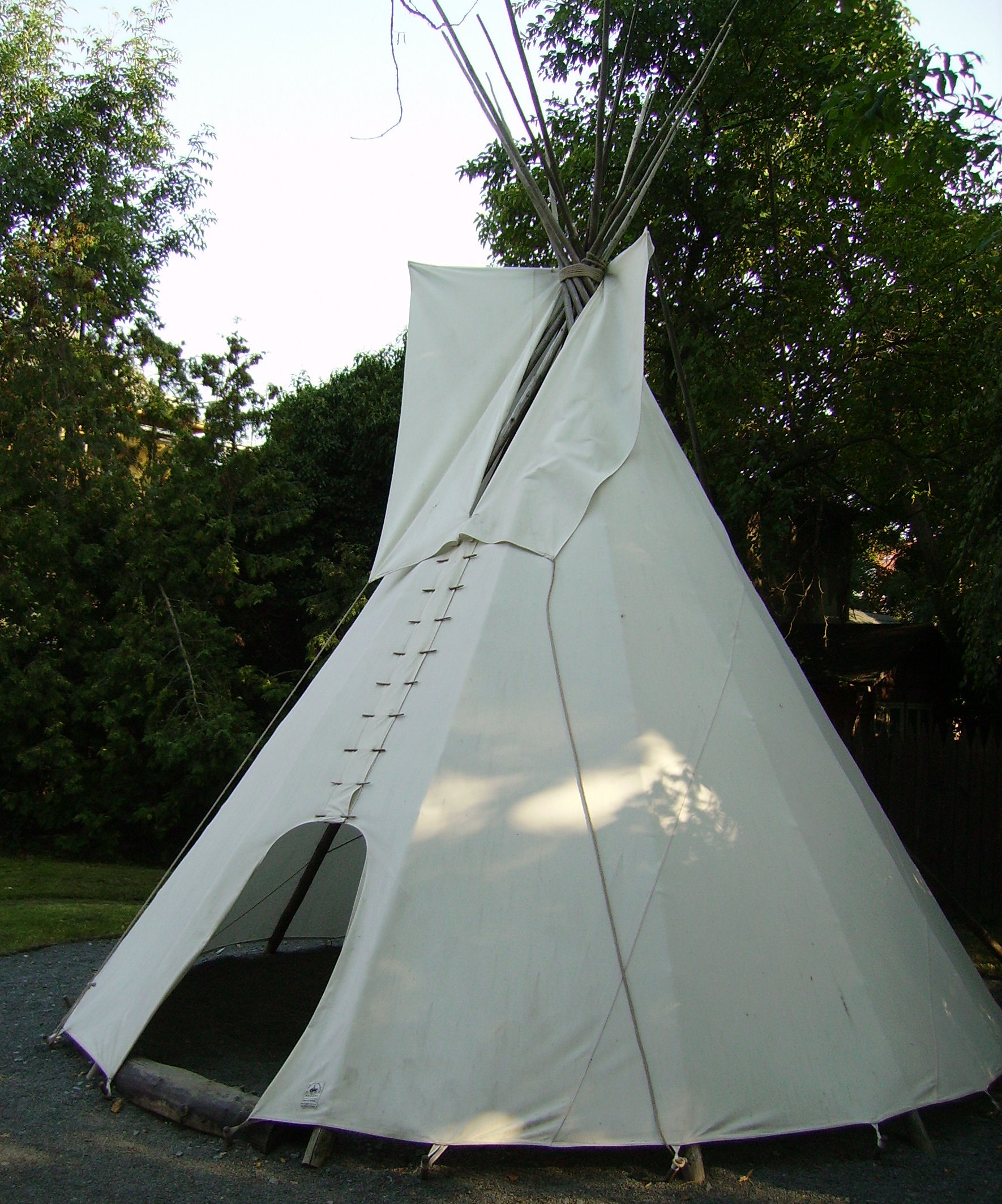
Tipi.
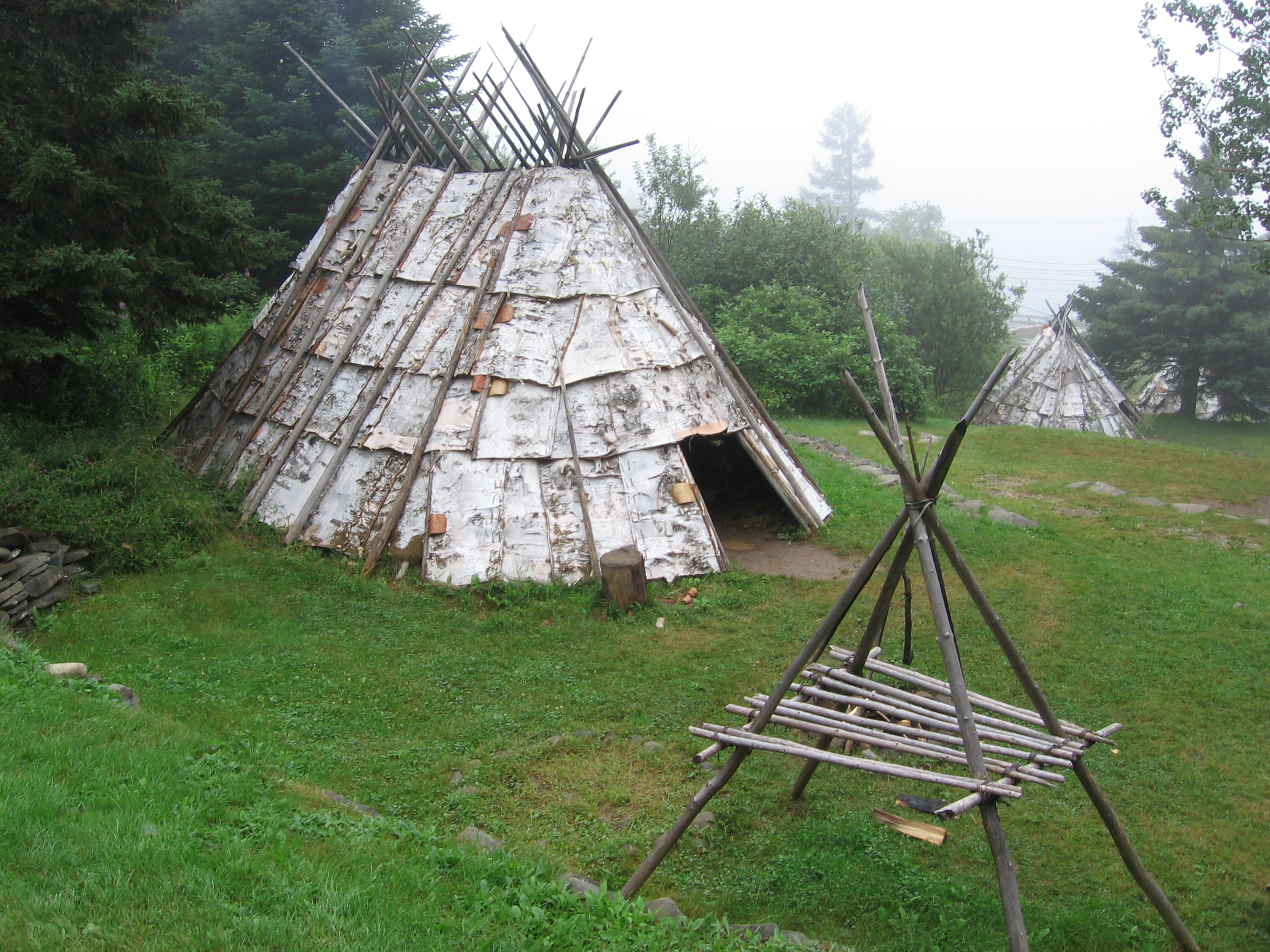
Wigwam.
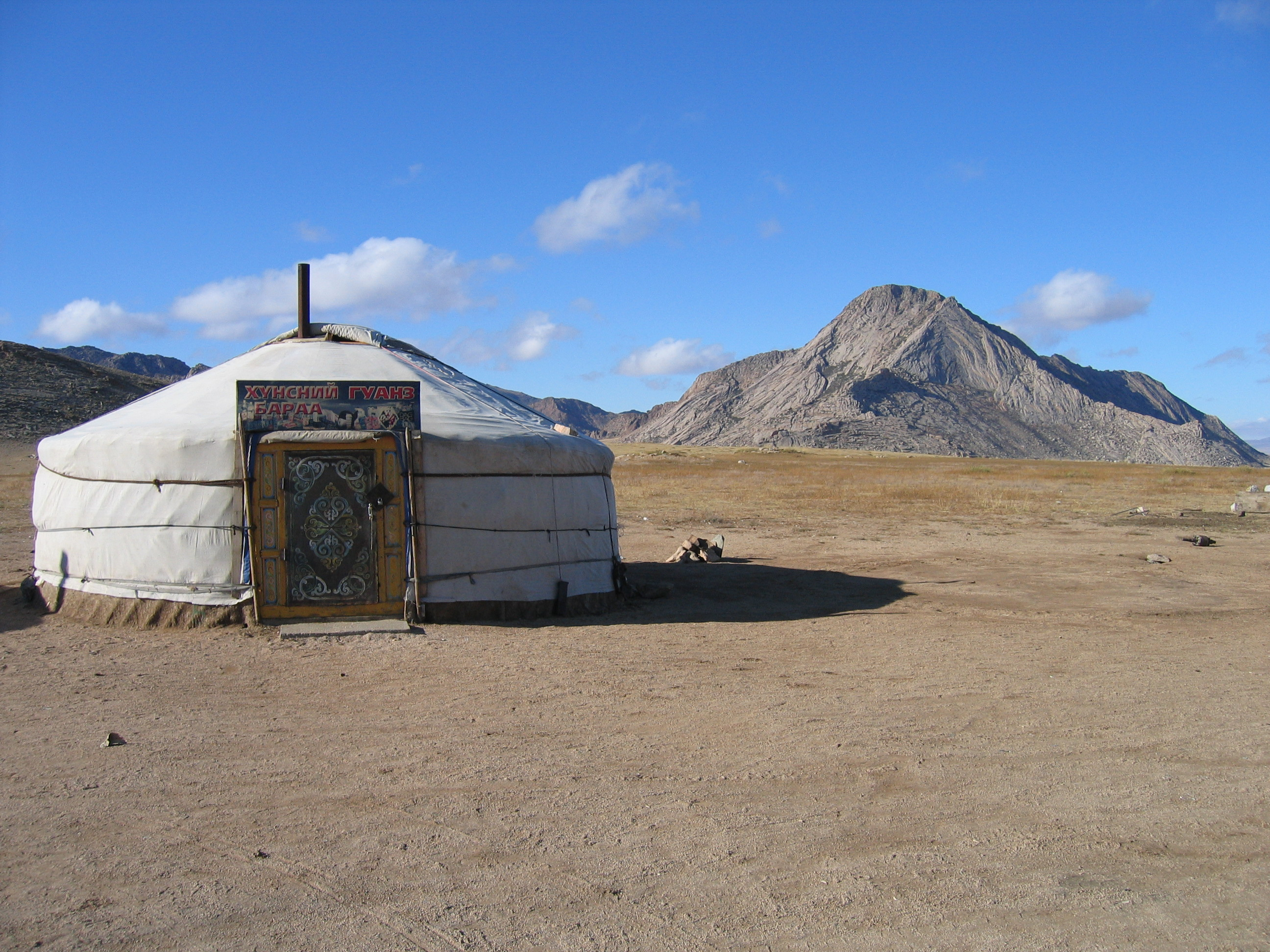
Yourte.
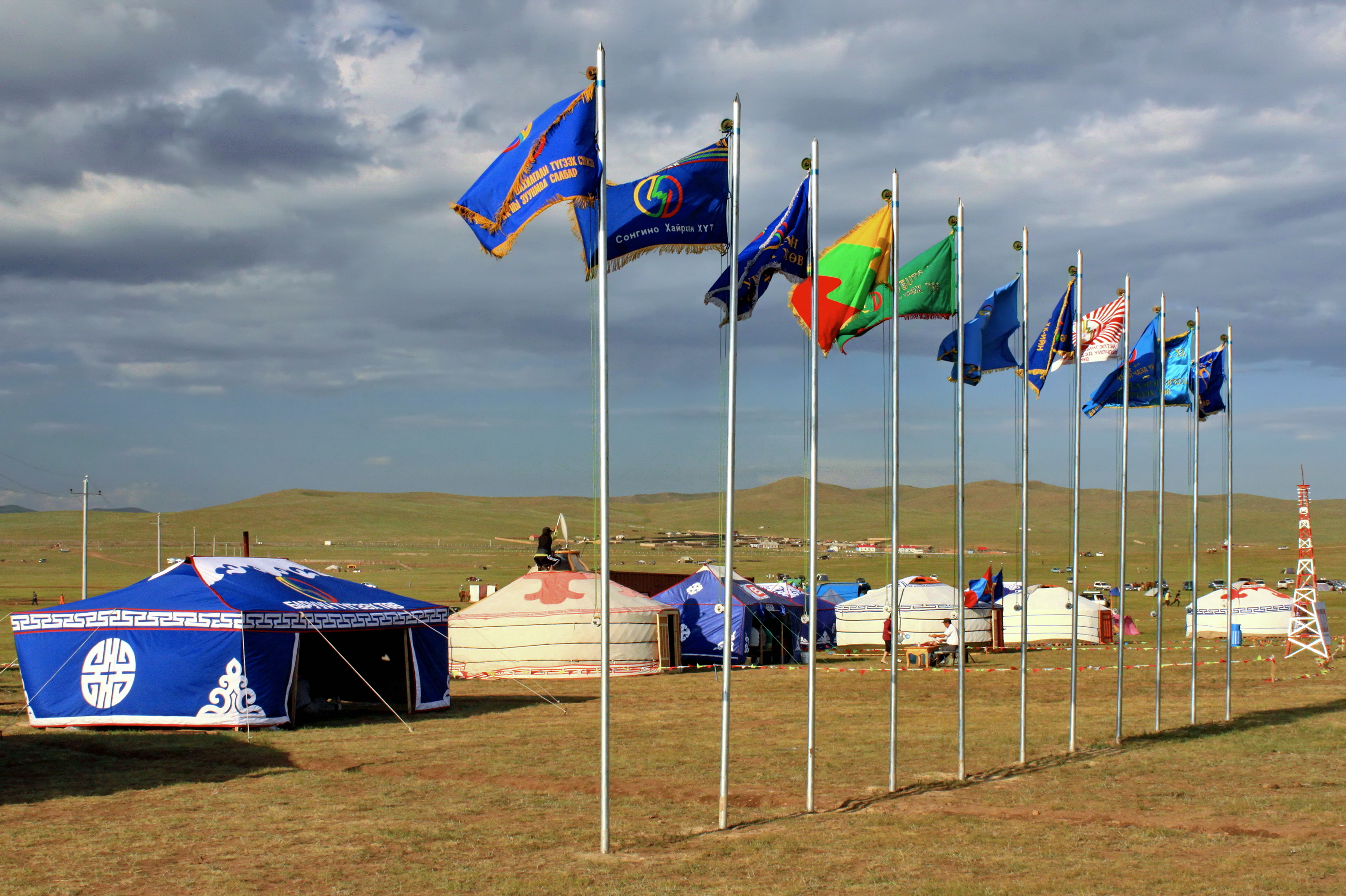
Tentes et yourtes mongoles.
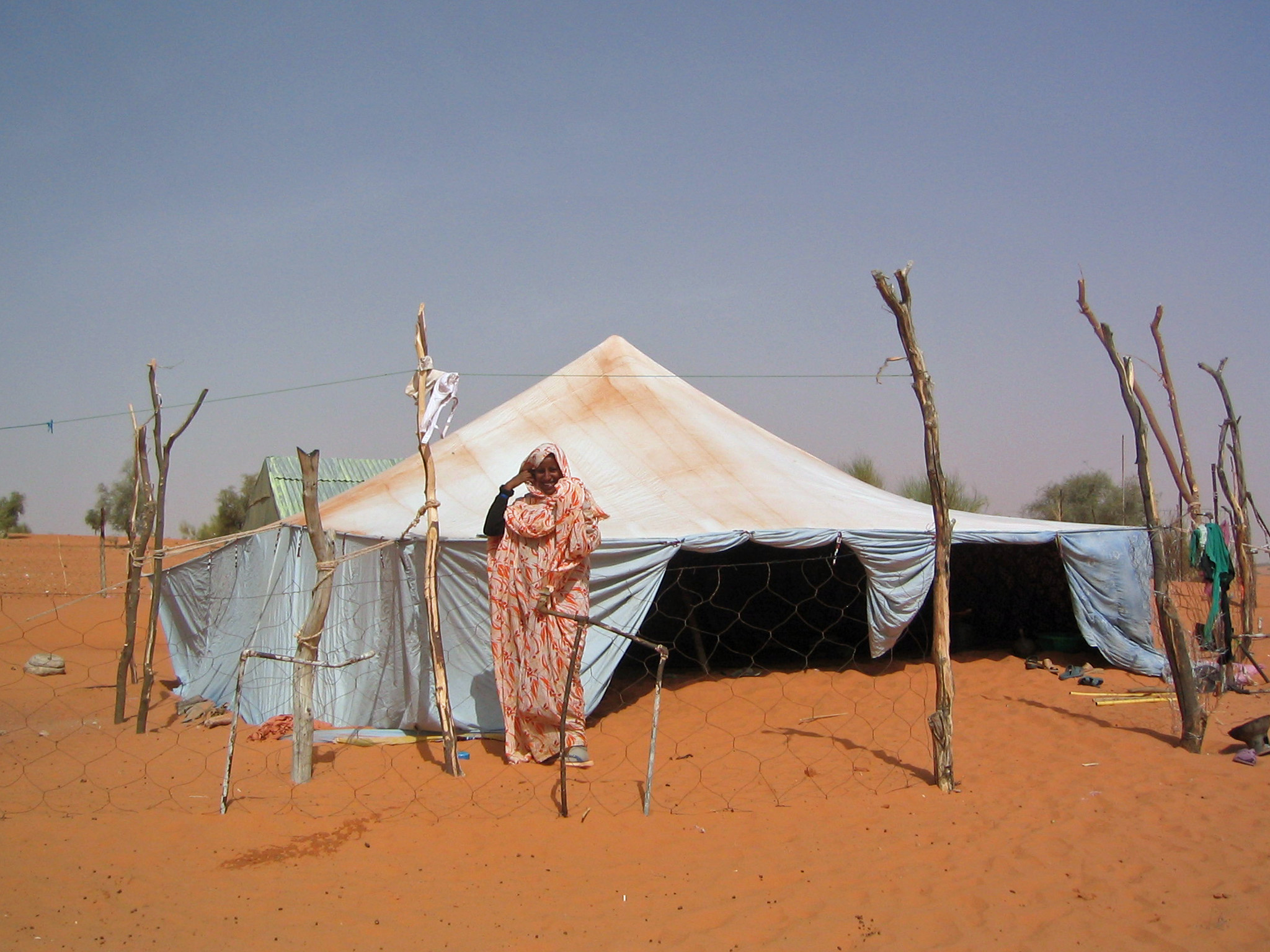
Guittoun.
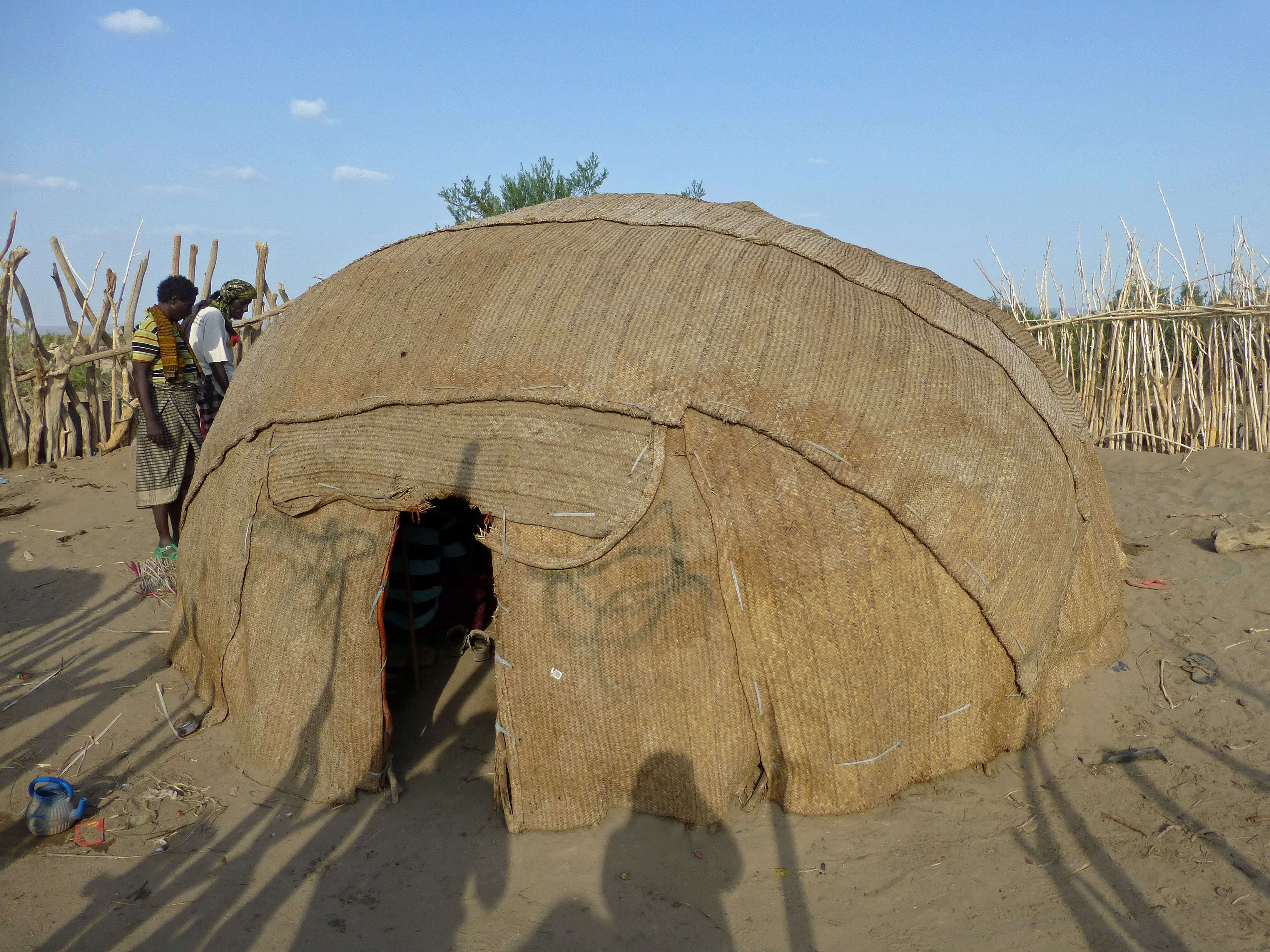
Daboyta.

## Construction issues du même concept
- Tentes à armatures pour les manifestations accueillant du public et l'événementiel Le concept de la tente (armature et bâche) est utilisé pour de grandes manifestations.

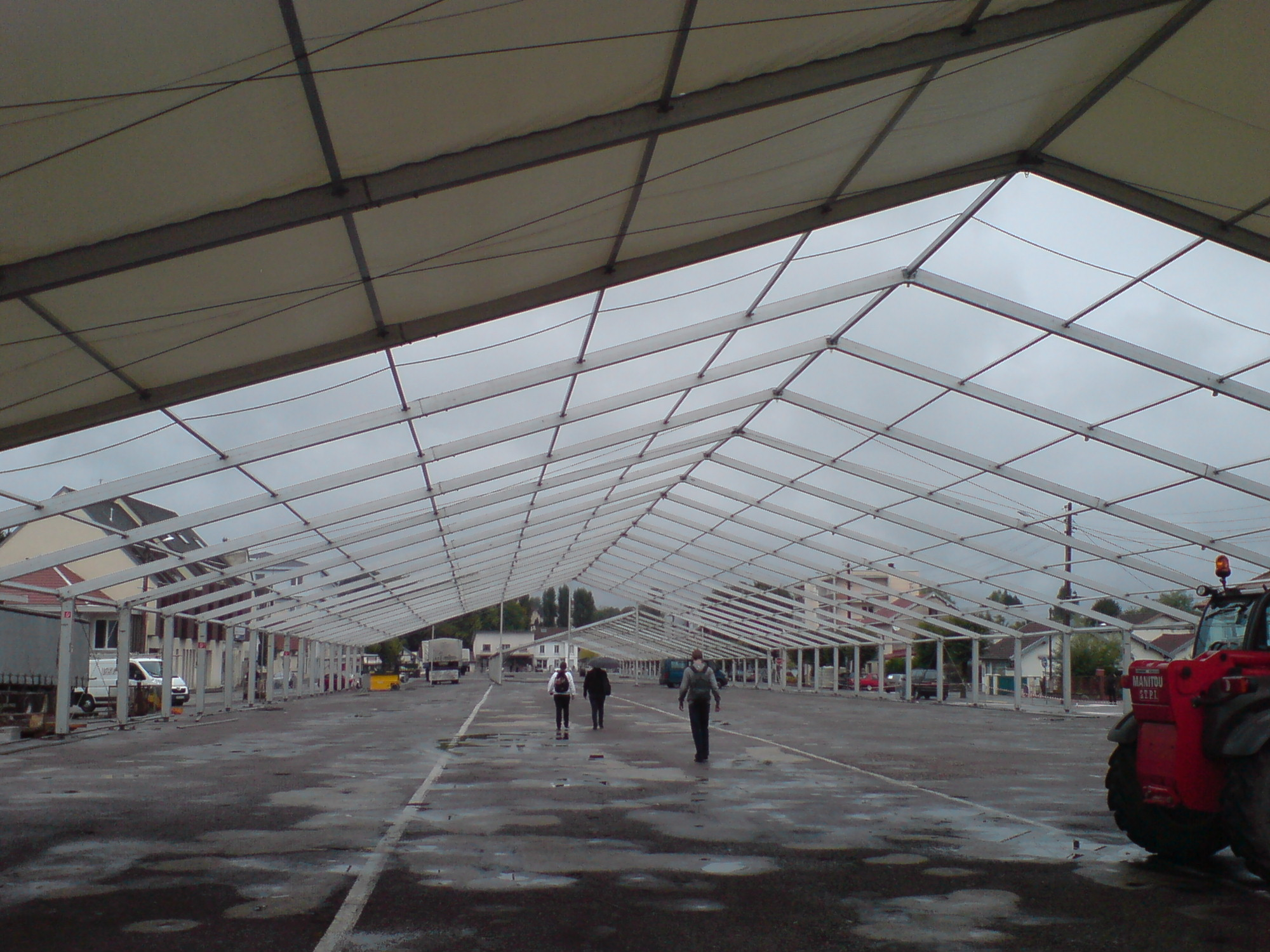
Le concept de la tente (armature et bâche) est utilisé pour de grandes manifestations.

- Chatior en Russie

### Spectacle

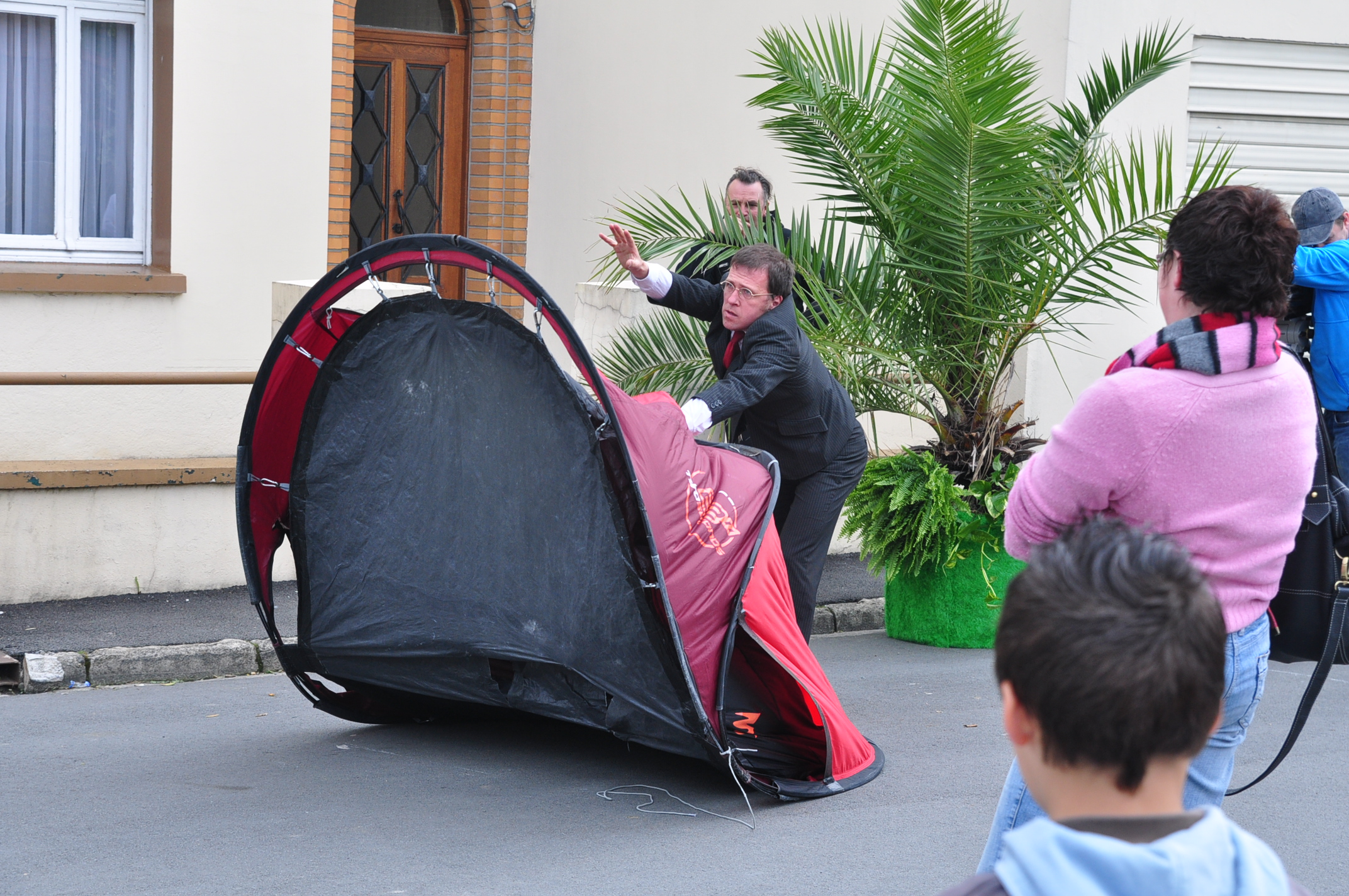
La Tente Quechua deux secondes, un spectacle de la compagnie du Petit Monsieur.

La Tente deux secondes est un saynète visuelle muette de théâtre de rue ou de cabaret de la compagnie du Petit Monsieur, basée sur une « confrontation » comique d'un homme et d'une tente à montage automatique qui semble vivante.